# Observatori de les Llengües d'Europa i de la Mediterrània
L'Observatori de les Llengües d’Europa i de la Mediterrània (ODELLEUM) és un organisme vinculat a la Universitat de Girona, amb la voluntat de contribuir a l'estudi i la difusió d’aquelles llengües minoritzades de l'entorn que consideren més proper. Està situat a la Facultat de Lletres de la Universitat de Girona i col·labora, a partir de l’organització de publicacions, congressos, cursos i estudis, amb nombroses institucions de prestigi internacional.

## Història
Va començar la seva activitat com a centre de documentació sobre les llengües d’Europa, l’any 1994, sota la sigla Cedelleu i sota la direcció de Xavier Lamuela. L’any 2004, amb Josep Maria Nadal com a director, va transformar-se en un organisme orientat a la promoció, divulgació i estudi de les llengües europees minoritzades i d’immigració recent, amb una atenció prioritària a la història de la «construcció» de les llengües com a fenomen identitari fonamental. A partir del 2021, Francesc Feliu pren la direcció de l’ODELLEUM, es redefineixen les línies de treball i s’hi organitzen algunes activitats noves.

## Línies de treball[2]
- Promoció i difusió de les llengües minoritzades d’Europa.
- La lingüística del desenvolupament social (SDL).
- L'estandardització de llengües minoritzades en entorns multilingües.
- Les llengües de l'entorn mediterrani davant el repte migratori.

## Publicacions

### Linguae Mundi[3]
- Ferrer, J. (2008). El yídish. Historia y gramática de una lengua judía. Universitat de Girona: Linguae Mundi, 1.
- Bistriceanu, M. (2008) Invitació a l'estudi de la llengua romanesa. Universitat de Girona: Linguae Mundi, 2.
- Chernova, E.; Ibba, D. (eds.) (2009), Actes de les Primeres Jornades sobre Llengües Minoritàries. La codificació. Universitat de Girona: Linguae Mundi, 3.
- Ferrer, J. (2010). El verb hebreu: conjugació i petit diccionari. Universitat de Girona: Linguae Mundi, 4.

### Territoris de la paraula[4]
- Agresti, G., Matrella, G., Petitti, V i Poliseno, A.M., cur. (2020). La mammorje ‘nghie’ lo lòcche. Toponomastica narrativa a Faeto, isola linguistica francoprovenzale in Puglia. Milà: Mnamon Editore (Territori della parola, 1).
- Vocabolario polinomico e sociale italiano-croato molisano. Lessico dello spazio pubblico. Figure dell’autorità, mestieri e lavori. Raccolta della memoria orale (2020). A cura degli Sportelli linguistici comunali di Acquaviva, Collecroce, Montemitro, San Felice del Molise. Milà: Mnamon Editore (Territori della parola, 2).
- Vocabolario polinomico e sociale italiano-arbëresh delle varietà molisane. Spazio e relazioni di prossimità (2020). A cura degli Sportelli linguistici comunali di Campomarino, Montecilfone, Portocannone, Ururi. Milà: Mnamon Editore (Territori della parola, 3).